# Hrabia Crawford

Herb hrabiów Crawford przed 1808 r.

## Informacje ogólne
- Tytuł Hrabiego Crawford należy do najstarszych, wciąż istniejących, tytułów parowskich na wyspach brytyjskich
- Tytuł Hrabiego Crawford został w 1808 r. połączony z tytułem Hrabiego Balcarres
- Dodatkowymi tytułami Hrabiego Crawford & Balcarres są:
  - Hrabia Crawford kreowany w 1398 r. w parostwie Szkocji dla Davida Lindsaya Naczelnika Klanu Lindsay
  - Hrabia Balcarres kreowany w 1651 r. w parostwie Szkocji dla Alexandra Lindsaya
  - Lord Newdosk & Glenesk kreowany w 1398 r. jako dodatkowy tytuł Hrabiego Crawford
  - Lord Lindsay & Balniel kreowany w 1651 r. jako dodatkowy tytuł Hrabiego Balcarres
  - Lord Lindsay of Balcarres kreowany w 1633 r. w parostwie Szkocji dla Davida Lindsaya ojca 1. Hrabiego Balcarres
  - Baron Wigan of Haigh Hall kreowany w 1826 r. w parostwie Zjednoczonego Królestwa dla Jamesa Lindsaya 24. Hrabiego Crawford
- Obecny Hrabia Crawford & Balcarres nosi dożywotni tytuł parowski: Baron Balniel
- Najstarszy syn Hrabiego Crawford & Balcarres nosi tytuł Lorda Balniela
- Rodową siedzibą Hrabiów Crawford jest Balcarres House w Fife
- Młodszą gałęzią rodu Lindsay są: Hrabiowie Lindsay

Hrabiowie Crawford 1. kreacji (parostwo Szkocji)
Wszystkie tytuły: Hrabia Crawford, Lord Newdosk & Glenesk, Naczelnik Klanu Lindsay
- 1398–1407: David Lindsay, 1. Hrabia Crawford–Szef Klanu Lindsay
- 1407–1438: Alexander Lindsay, 2. Hrabia Crawford–Syn 1. Hrabiego Crawford
- 1438–1445: David Lindsay, 3. Hrabia Crawford–Syn 2. Hrabiego Crawford
- 1445–1453: Alexander Lindsay, 4. Hrabia Crawford–Syn 3. Hrabiego Crawford
- 1453–1495: David Lindsay 1. Książę Montrose i 5. Hrabia Crawford–Syn 4. Hrabiego Lindsay
  - Alexander Lindsay Lord Newdosk–Syn 1. Księcia Montrose
- 1495–1513: John Lindsay, 6. Hrabia Crawford–Syn 1. Księcia Montrose i Brat Lord Newdosk
- 1513–1517: Alexander Lindsay, 7. Hrabia Crawford–Syn 4. Hrabiego Crawford i Brat 1. Księcia Montrose
- 1517–1542: David Lindsay, 8. Hrabia Crawford–Syn 7. Hrabiego Crawford
  - Alexander Lindsay Lord Newdosk–Syn 8. Hrabiego Crawford
- 1542–1558: David Lindsay, 9. Hrabia Crawford–Daleki Kuzyn poprzednika potomek 3. Hrabiego Crawford
- 1558–1574: David Lindsay, 10. Hrabia Crawford–Syn Lorda Newdosk i Wnuk 8. Hrabiego Crawford
- 1574–1607: David Lindsay, 11. Hrabia Crawford–Syn 10. Hrabiego Crawford
- 1607–1621: David Lindsay, 12. Hrabia Crawford–Syn 11. Hrabiego Crawford
- 1621–1622: Henry Lindsay, 13. Hrabia Crawford–Syn 10. Hrabiego Crawford i Stryj 12. Hrabiego Crawford
  - John Lindsay Lord Newdosk–Syn 13. Hrabiego Crawford
- 1622–1633: George Lindsay, 14. Hrabia Crawford–Syn 13. Hrabiego Crawford i Brat Lorda Newdosk
- 1633–1639: Alexander Lindsay, 15. Hrabia Crawford–Syn 13. Hrabiego Crawford 14. Hrabiego Crawford
- 1639–1652: Ludovic Lindsay, 16. Hrabia Crawford–Syn 13. Hrabiego Crawford 15. Hrabiego Crawford

Kolejnymi Hrabiami Crawford są: Hrabiowie Lindsay pochodzący od Kuzyna 1. Hrabiego Crawford
Kolejnymi Naczelnikami Klanu Lindsay są: Lindsayowie z Ezdell a potem Hrabiowie Balcarres
Hrabiowie Crawford 1. kreacji (parostwo Szkocji)–kontynuacja
Wszystkie tytuły: Hrabia Crawford, Hrabia Lindsay, Lord of The Byres, Lord of Newdosk & Glenesk, Lord Parbroath
- 1652–1678: John Lindsay, 1. Hrabia Lindsay i 17. Hrabia Crawford–Syn 9. Lorda Lindsay
- 1678–1698: William Lindsay, 2. Hrabia Lindsay i 18. Hrabia Crawford–Syn 17. Hrabiego Crawford
- 1698–1713: John Lindsay, 3. Hrabia Lindsay i 19. Hrabia Crawford–Syn 18. Hrabiego Crawford
- 1713–1749: John Lindsay, 4. Hrabia Lindsay i 20. Hrabia Crawford–Syn 19 Hrabiego Crawford

Kolejnymi Hrabiami Crawford & Lindsey są Wicehrabiowie Garnock
Hrabiowie Crawford 1. kreacji (parostwo Szkocji)–kontynuacja
Wszystkie tytuły: Hrabia Crawford, Hrabia Lindsay, Wicehrabia Garnock, Wicehrabia Mount Crawford
Lord Lindsay of The Byres, Lord of Newdosk & Glenesk, Lord Parbroath, Lord Kilbirny, Kingsburn & Drumry
- 1749–1781: George Lindsay-Crawford, 5. Hrabia Lindsay i 21. Hrabia Crawford–Syn 2. Wicehrabiego Garnock
- 1781–1808: George Lindsay-Crawford, 6. Hrabia Lindsay i 22. Hrabia Crawford–Syn 21. Hrabiego Crawford

Kolejnymi Hrabiami Crawford są Hrabiowie Balcarres–potomkowie Davida Lindsaya 3. Hrabiego Crawford
Hrabiowie Balcarres 1. kreacji (parostwo Szkocji)
Wszystkie tytuły: Hrabia Balcarres, Lord Lindsay & Balniel, Lord lindsay of Balcarres
- 1651–1659: Alexander Lindsay 1. Hrabia Balcarres–Syn 1. Lorda of Balcarres i potomek 3. Hrabiego Crawford
- 1659–1662: Charles Lindsay 2. Hrabia Balcarres–Syn 1. Hrabiego Balcarres
- 1662–1723: Colin Lindsay 3. Hrabia Balcarres–Syn 1. Hrabiego Balcarres i Brat 2. Hrabiego Balcarres
  - Colin Lindsay Lord Balniel–Syn 3. Hrabiego Balcarres
- 1723–1737: Alexander Lindsay 4. Hrabia Balcarres–Syn 3. Hrabiego Balcarres i Brat Lorda Balniel
- 1737–1778: James Lindsay 5. Hrabia Balcarres–Syn 3. Hrabiego Balcarres i Brat 4. Hrabiego Balcarres
- 1778–1825: Alexander Lindsay 6. Hrabia Balcarres i 23. Hrabia Crawford–Syn 5. Hrabiego Balcarres

Kolejnymi Hrabiami Balcarres są Hrabiowie Crawford & Balcarres
Hrabiowie Crawford & Balcarres 1. kreacji (parostwo Szkocji)–kontynuacja
Wszystkie tytuły: Hrabia Crawford, Lord of Newdosk & Glenesk
Hrabia Balcarres, Lord Lindsay & Balniel, Lord Lindsay of Balcarres
- 1808–1825: Alexander Lindsay, 23. Hrabia Crawford i 6. Hrabia Balcarres–Syn 5. Hrabiego Balcarres
- 1825–1869: James Lindsay, 24. Hrabia Crawford i 7. Hrabia Balcarres–Syn 23. Hrabiego Crawford

Kolejny tytuł: Baron Wigan of Haigh Hall
- 1869–1880: Alexander Lindsay, 25. Hrabia Crawford i 8. Hrabia Balcarres–Syn 24. Hrabiego Crawford
- 1880–1913: James Lindsay, 26. Hrabia Crawford i 9. Hrabia Balcarres–Syn 25. Hrabiego Crawford
- 1913–1940: David Lindsay, 27. Hrabia Crawford i 10. Hrabia Balcarres–Syn 26. Hrabiego Crawford
- 1940–1975: David Lindsay, 28. Hrabia Crawford i 11. Hrabia Balcarres–Syn 27. Hrabiego Crawford
- 1975 –: Robert Lindsay, 29. Hrabia Crawford i 12. Hrabia Balcarres–Syn 28. Hrabiego Crawford

Linia sukcesji tytułu: Hrabia Crawford & Balcarres
- Anthony Baron Balneil (* 1958)–Syn 29. Hrabiego Crawford
  - Alexander Master of Lindsay (* 1991)–Syn Lorda Balniela
  - Sir James Lindsay (* 1992)–Syn Lorda Balniela
- Lord Alexander Lindsay (* 1961)–Syn 29. Hrabiego Crawford
- Sir Alexander Lindsay (* 1957)–Wnuk 28. Hrabiego Crawford
  - Sir Merlin Edward Lindsay (* 1997)–Prawnuk 28. Hrabiego Crawford
  - Sir Cosmo Erskine Lindsay (* 1999)–Prawnuk 28. Hrabiego Crawford
- Sir James Lindsay (* 1961)–Wnuk 28. Hrabiego Crawford
  - Sir Luke Lindsay (* 1999)–Prawnuk 28. Hrabiego Crawford
- Sir Valentine Lindsay (* 1962)–Wnuk 28. Hrabiego Crawford
  - Sir Patrick Lindsay (* 1995)–Prawnuk 28. Hrabiego Crawford
  - Sir Orlando Lindsay (* 1995)–Prawnuk 28. Hrabiego Crawford
- Sir Ivan James Lindsay (* 1962)–Wnuk 28. Hrabiego Crawford
  - Sir Valentine Amar Lindsay (* 1999)–Prawnuk 28. Hrabiego Crawford
  - Sir Lander Vikram Lindsay (* 2001)–Prawnuk 28. Hrabiego Crawford
- Sir Constantine Lindsay (* 1966)–Wnuk 28. Hrabiego Crawford
  - Sir Ned Lindsay (* 2000)–Prawnuk 28. Hrabiego Crawford
  - Sir Amish Lindsay (* 2003)–Prawnuk 28. Hrabiego Crawford
- Sir Jason Lindsay (* 1968)–Wnuk 28. Hrabiego Crawford
  - Sir Thomas Lindsay (* 2006)–Prawnuk 28. Hrabiego Crawford
  - Sir Anthony Lindsay (* 2006)–Prawnuk 28. Hrabiego Crawford